# بافو بيرجلاند
بافو بيرجلاند بالإنجليزية Paavo Berglund
(و. 14 أبريل 1929). مايسترو فنلندي.
بعد الدراسة في أكاديمية سبيليوس في هلسنكي بدأ مشواره للاحتراف كعازف كمان والتحق بأوركسترا الحجرة في هلسنكي عام 1952 وعمل مساعد ثم مايسترو أساسي من 1992 حتى 1971 في اوركسترا إذاعة فنلندا السيمفوني. عام 1972 عمل كمدير موسيقي في أوركسترا بورتماوث السيمفوني وهو منصب شغله حتى 1979. في نفس الوقت فاد أوركسترا هلنسكي الفلهارموي (1975-1979) لاحقا عمل كمايسترو زائر أساسي لاوركسترا الوطني الاسكتنلدي من 1981 حتى 1985 ومايتسرو رئيسي لاوركسترا ستوكهولم الملكي الفيلهارموني من 1987 حتى 1991. وفي عام 1993 تولى منصب مايسترو رئيسي لأوركسترا الدانمارك الملكي في كوبنهاغن. يعتبر بيرجلوند المترجم الرائد لاعمال سبيليوس ونيلسن وشوستاكوفتش سجل مجموعات كاملة مع كل من اوركسترا هلسنكي الفيلهارموني وأوركسترا الحجرة لأوروبا وعام 1970 ترأس تسجيل العرض الأول للسيمفونية الكورالية الأولى لسبيليوس «كاليرفو».

## وصلات خارجية
- بافو بيرجلاند على موقع IMDb (الإنجليزية)
- بافو بيرجلاند على موقع ميوزك برينز (الإنجليزية)
- بافو بيرجلاند على موقع أول ميوزيك (الإنجليزية)
- بافو بيرجلاند على موقع ديسكوغز (الإنجليزية)

1. ↑   https://www.theguardian.com/music/2012/jan/27/paavo-berglund. {{استشهاد ويب}}: |url= بحاجة لعنوان (مساعدة) والوسيط |title= غير موجود أو فارغ (من ويكي بيانات) (مساعدة)
2. ↑  MusicBrainz (بالإنجليزية), MetaBrainz Foundation, QID:Q14005
3. ↑  NPR Encylopedia of Classical Music